# Melanonus
Melanonus, maleni rod morskih riba smješten u vlastitu porodicu Melanonidae, dio reda bakalarki. Postoje svega dvije vrste ali raširene po svim oceanima i to na velikim dubinama.

### Vrste
1. Melanonus gracilis Günther, 1878
2. Melanonus zugmayeri Norman, 1930